# Milpa

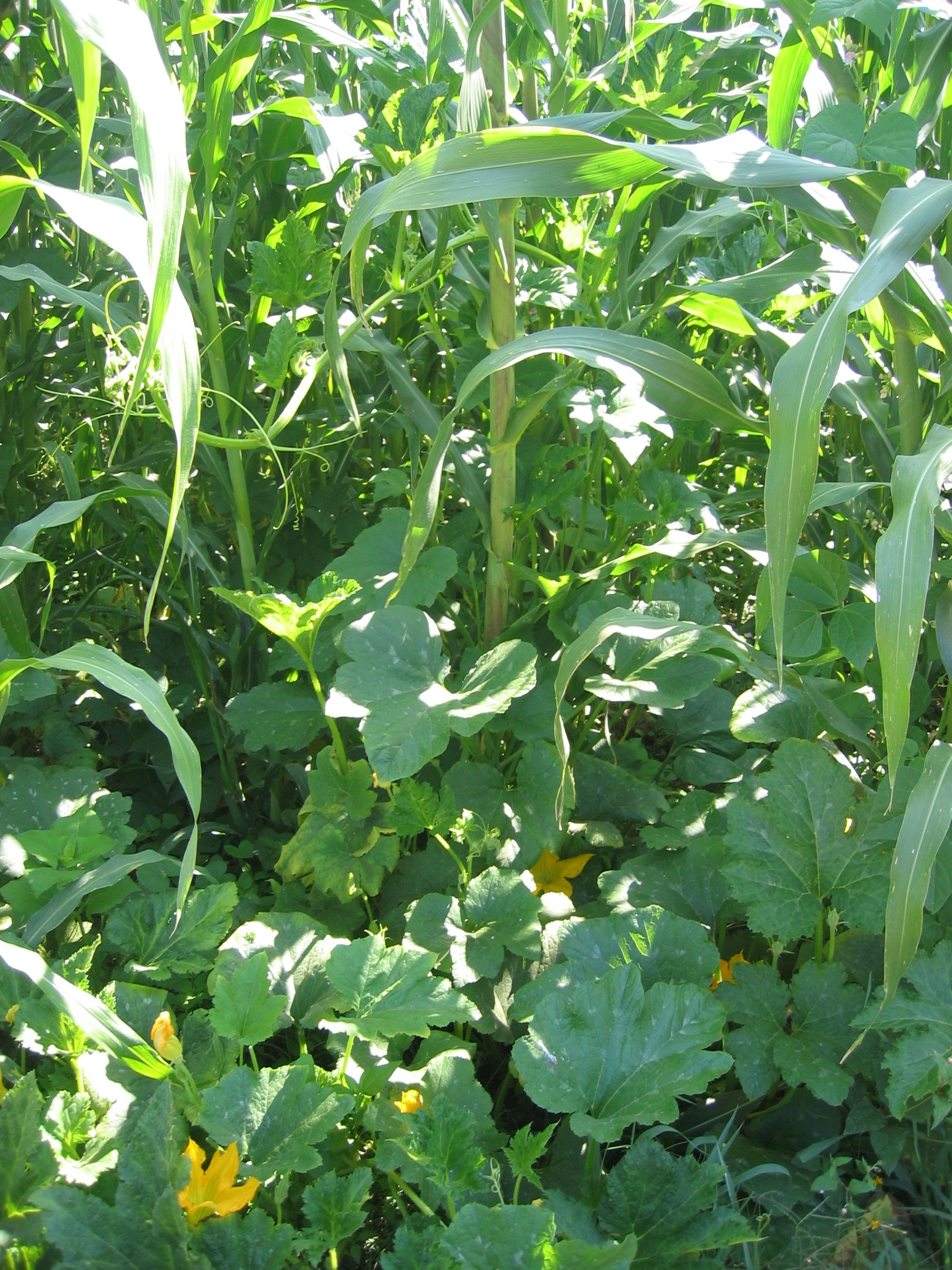
Trilogia milpera a Oaxaca

La milpa és un agroecosistema mesoamericà els principals components productius del qual són el blat de moro, el fesol i la carabassa (anomenats de vegades las tres hermanas), complementats per la pebrotera en algunes regions. Aquest terme s'utilitza, en regions fora de l'àmbit mesoamericà, als camps sembrats de blat de moro. El nom milpa deriva del náhuatl milli, «parcel·la sembrada», i pa, «a sobre», és a dir, «el que se sembra damunt de la parcel·la». En maia yucatek se'n diu kool. Milpa és, doncs, tant l'espai físic de terra i el tros, com les espècies vegetals i la biodiversitat productiva que s'hi desenvolupa. Addicionalment, la milpa és també el reflex dels coneixements, la tecnologia i les pràctiques agrícoles necessàries per a obtenir de la terra i del treball humà els productes necessaris per a satisfer les necessitats bàsiques de la família pagesa. «Fer milpa» significa realitzar tot el procés productiu, des de la selecció del terreny fins a la collita. En aquest sentit, la milpa implica un sistema de coneixements de la natura i l'agricultura, sinònim de subsistència sostenible biològica i social.
La diversitat genètica de les espècies cultivades, combinada amb la diversitat de plantes espontànies que creixen al terreny, fan de la milpa un dels ecosistemes més rics i complexos de l'agricultura camperola.
Quan al segle xvi els conquistadors van arribar al que actualment és Mèxic, van observar les pràctiques indígenes i la milpa va merèixer la seva crònica. Un dels primers europeus a estudiar l'agrosistema va ser Gonzalo Fernández de Oviedo, qui en la seva obra clàssica Historia general y natural de las Indias, islas y tierra firme del mar océano, de 1535, s'hi refereix.
La tecnologia agrícola milpera manifesta una constant adaptació al llarg dels segles. Hi ha hagut una modificació constant en els aspectes més diversos: en el calendari agrícola, en les pràctiques de cultiu, en la preparació i l'ús de les llavors, en les eines utilitzades i, en general, en les diverses tècniques aplicades. Tot i això, encara que la milpa és susceptible de canvis, la naturalesa i el factor etnològic impedeixen en gran manera la seva transformació radical. Hi ha autors que consideren que la milpa comporta en la seva essència una tècnica ecològicament correcta, qüestió que s'ha posat en dubte per altres experts amb un biaix etnocèntric per la seva educació agroindustrial, que acusen la milpa i els seus practicants de ser agents destructors del bosc i, per tant, d'«agressors ecològics». No hi ha dubte, però, que la milpa ofereix un valor social i cultural i és garant de la preservació de la diversitat del blat de moro atès que els camperols milpers han desenvolupat varietats de blat de moro en diverses condicions ambientals i la milpa protegeix aquesta biodiversitat.